# Reino da Dinamarca e Noruega
O Reino da Dinamarca e Noruega ou Dinamarca-Noruega (em dinamarquês e norueguês: Danmark-Norge) foi um antigo país europeu cujo território incluía a Dinamarca e a Noruega, bem como as dependências da Islândia, Groenlândia e as Ilhas Faroe durante o período que todos eles formaram um só estado político unificado até 1814.
A expressão Reino da Dinamarca é por vezes usado para incluir ambos os países durante o período 1536–1814, uma vez que o poder político e económico emanava de Copenhaga, na Dinamarca. O termo cobre a "parte real" dos Oldenburgos tal como existia em 1460, excluindo a "parte ducal" de Schleswig e Holstein. O estado era administrado em duas línguas oficiais, o dinamarquês e o alemão.

## História
Na sequência da secessão definitiva da Suécia da União de Kalmar em 1521, instalou-se uma guerra civil seguida da Reforma Protestante na Dinamarca e na Noruega. Após uma acalmia, o Rigsraad (Conselho Superior) da Dinamarca ficou enfraquecido, e finalmente abolido em 1660 quando Dinamarca e Noruega se tornaram estados absolutistas e monarquias hereditárias.
Estas mudanças foram confirmadas na Lex Regia, assinada em 14 de novembro de 1665, que estipulava que todo o poder assentasse nas mãos do Rei, o único responsável perante Deus. O equivalente Riksraad norueguês reuniu-se pela última vez em 1537. A Noruega conservou leis separadas e algumas instituições, como o chanceler real, a cunhagem de moeda e um exército próprios.
Após as Guerras Napoleónicas e a terrível Guerra dos Canhoeiros (1807-1814), a Dinamarca-Noruega foi derrotada e teve de ceder território na Noruega ao rei da Suécia pelo Tratado de Kiel. As possessões ultramarinas norueguesas foram mantidas pela Dinamarca. Os noruegueses opuseram-se a este tratado, e uma assembleia constitucional declarou a independência norueguesa em 17 de maio de 1814, elegendo o príncipe Cristiano Frederico como rei da Noruega independente. Todavia, após a invasão pela Suécia, a Noruega foi obrigada a aceitar uma união pessoal mas reteve a sua constituição liberal e instituições separadas, excepto em relação à política com o estrangeiro. Esta União Sueco-Norueguesa durou quase um século, e foi dissolvida em 1905.